# De Kroon (Amsterdam)
De Kroon is een gebouw in Amsterdam aan het Rembrandtplein 17. Het gebouw staat er sinds 1898 en is vooral bekend als horecalocatie.

## Geschiedenis

### 1898 - 1965: Café-Restaurant De Kroon

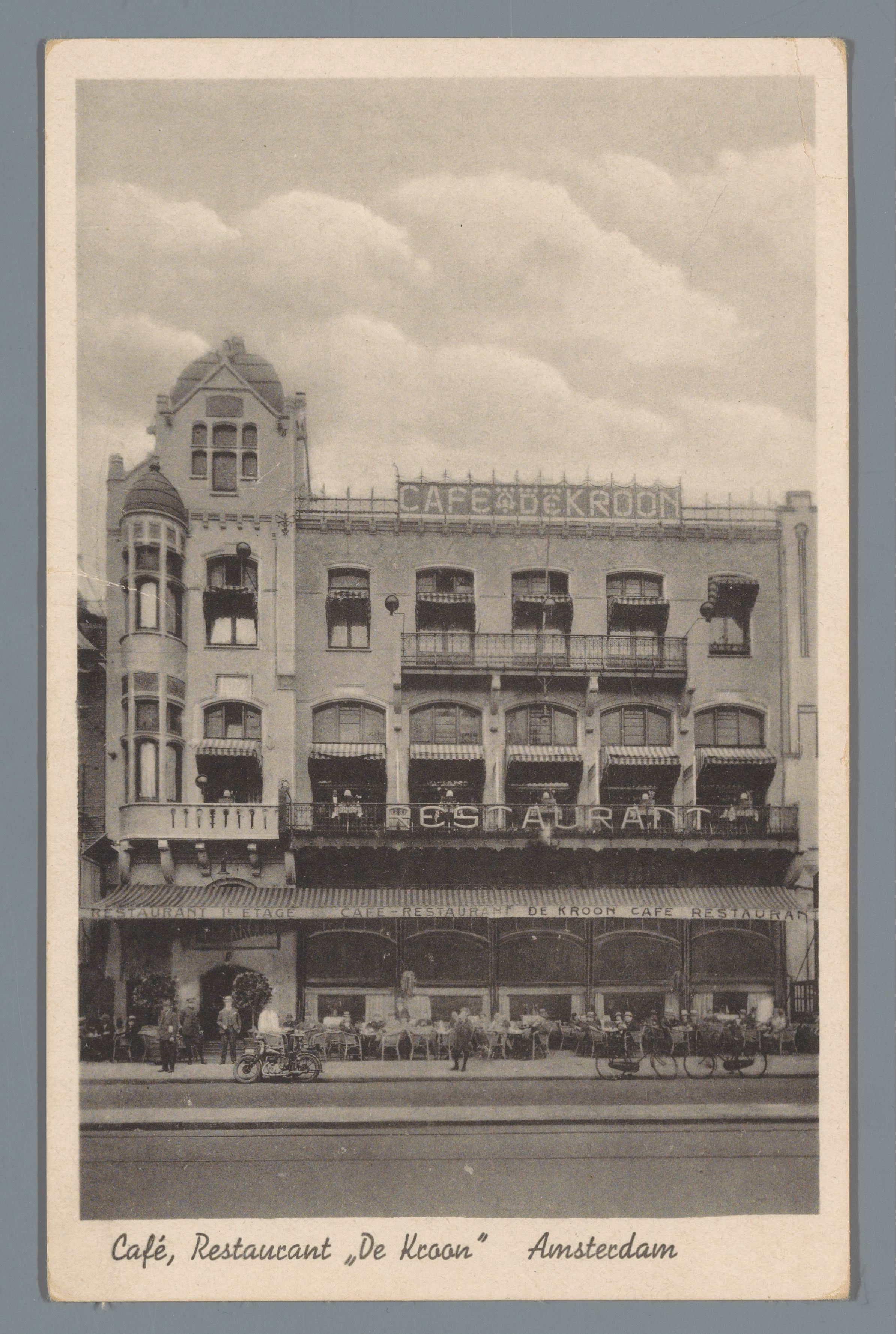
Café-restaurant De Kroon, begin 20e eeuw.

Het pand werd eind 19e eeuw gebouwd naar een ontwerp van architect Gerrit van Arkel. De aannemer was Philip Anne Warners. Het in het gebouw gevestigde café kreeg de naam “De Kroon” waarschijnlijk omdat Wilhelmina in dezelfde maand van de opening werd gekroond tot Koningin der Nederlanden. De officiële opening van het café was op 3 september 1898.
In de eerste acht jaren was de studentensociëteit van het Amsterdamsch Studenten Corps (Nos Iungit amicitia) op de bovenetage gevestigd.
Tot medio jaren 70 huisvestte het pand Café-Restaurant De Kroon. De bovenverdiepingen werden gebruikt als zalencentrum voor bijeenkomsten zoals vergaderingen en cursussen. Leden van de Amsterdamse Mixed Tennisclub Blauw-Wit speelden er tafeltennis.
In de jaren 50 en 60 was De Kroon de locatie van diverse prestigieuze schaaktoernooien. Zo vonden het Nederlands kampioenschap schaken 1957 (alleen de eerste ronde) en het het Nederlands kampioenschap schaken 1958 hier plaats. Ook werd van 1956 tot 1963 het Danlon-schaaktoernooi, een internationaal schaaktoernooi voor vrouwen, hier jaarlijks georganiseerd.

### 1965 - 1979: Winkelgalerij
Eind 1965 werd bekend dat de vastgoedondernemer Maup Caransa een bod had uitgebracht op het horecabedrijf dat eigenaar was van het pand. Caransa wist de eigendom van het pand te verwerven, evenals dat van de naburige panden. Hij had grootste plannen met het Rembrandtplein. Hij liet er een hotel bouwen (het nog bestaande Caransa Hotel) en een nieuwe bioscoop (Saskia, later genaamd Climax).
De begane grond van de Kroon transformeerde tot winkelgalerij met kleine winkeltjes en een lunchroom. De winkelgalerij werd geopend in op 20 oktober 1967. Het werd echter een groot fiasco. Drugsverslaafden en prostituees hielden zich in het gebouw op, waardoor het niet het chique winkelgebied werd wat Caransa voor ogen had. De galerij sloot haar deuren in 1979.

### 1980 - heden: Horeca en mediacentrum
De begane grond kreeg in de jaren 80 weer een horecafunctie. Het Italiaanse restaurant Pinoccio vestigde zich op de benedenverdieping. Het restaurant bleef daar tot in de jaren 90.
In 1985 was even sprake dat de louche ondernemer Maurits de Vries (bijgenaamd Zwarte Joop) een amusementspaleis zou vestigen op de bovenverdieping ter vervanging van het in 1983 afgebrande Casa Rosso. Caransa was toen al enige jaren op zoek naar een geschikte huurder. Het amusementspaleis ging nooit open. Zwarte Joop overleed in 1986.
Vanaf 1988 kwam in De Kroon een mediacentrum. Dat kwam tot stand door een samenwerking tussen Sky Channel Media en Caransa. Verschillende lokale omroepen, waaronder Salto en Migranten Televisie Amsterdam (MTV) vestigden zich in het pand. Sinds 1992 werd het televisieprogramma "Hoeksteen live!" elke derde zaterdag van de maand vanuit het pand uitgezonden met onder meer Otto Valkman. De Gemeente Amsterdam subsidieerde een bedrag van fl. 700.000.
Sinds 1990 zit op de eerste etage Royal Café De Kroon, een onderneming van Dick en Ton Poppes, die ook de naastgelegen discotheek Escape in eigendom hebben. Rond die tijd werd ook de serre aangebouwd, van waaruit café-gasten zicht hebben over het Rembrandtplein. Het café bestaat anno 2023 nog steeds.
Begin jaren 90 verhuisde Pinoccio naar een andere locatie en opende de Groningse horecaondernemer Sjoerd Kooistra op de begane grond een vestiging van zijn De Drie Gezusters-keten, die in dit geval Three Sisters genoemd werd, inclusief een restaurant onder de naam New York Steak House. Dat bedrijf maakte in 2012 plaats voor Van Rijn Kitchen & Bar van de eerdergenoemde familie Poppes.

## Gebouw
Het gebouw vertoont tekenen van de art nouveau Van Arkel is zichtbaar via de ronde erker en bijbehorende ramenrij en de asymmetrisch geplaatste toren met koepel. In de voorgevel zijn diverse tegeltableaus zichtbaar, waarvan die in de toren een kroon weergeeft. Die kroon is trouwens ook nog in aanwezig over de staande reclame op het dak. Andere tekenen van art nouveau zijn het (voor zover nog aanwezige) glas-in-lood in de bovenlichten, het jaartal boven de toegangsdeur en de balustraden en leuningen van de balkons. Verdwenen zijn sgraffito versieringen onder daklijst. Alhoewel er veel verbouwd is werd het gebouw op 14 februari 2006 een gemeentelijk monument.